# Chacuala
Chacuala är en ort i Mexiko.   Den ligger i kommunen Santa Catarina och delstaten San Luis Potosí, i den centrala delen av landet, 240 km norr om huvudstaden Mexico City. Chacuala ligger 881 meter över havet och antalet invånare är 208.
Terrängen runt Chacuala är huvudsakligen kuperad, men åt sydost är den bergig. Runt Chacuala är det ganska glesbefolkat, med 48 invånare per kvadratkilometer. Närmaste större samhälle är Santa María Acapulco, 15,5 km sydväst om Chacuala. I omgivningarna runt Chacuala växer huvudsakligen savannskog.